# أحمد إحسان قرملي
أحمد إحسان قرملي طبيب وسياسي وشاعر تركي، وعضو في مجلس الوزراء التركي، وعضو أربع مرات في البرلمان التركي والرئيس عضو جمعية تتار القرم التركية من عام 1987 حتى وفاته عام 2011.
1. ↑  "Turizm ve Tanıtma eski Bakanı Dr. Ahmet İhsan Kırımlı hayatını kaybetti haberi" (بلغة غير معروفة). Retrieved 2013-02-13.